# Triphleba smithi
Triphleba smithi är en tvåvingeart som beskrevs av Ronald Henry Lambert Disney 1982. Triphleba smithi ingår i släktet Triphleba och familjen puckelflugor. Inga underarter finns listade i Catalogue of Life.